# Cleidogona austrina
Cleidogona austrina är en mångfotingart som först beskrevs av Loomis 1964.  Cleidogona austrina ingår i släktet Cleidogona och familjen Cleidogonidae. Inga underarter finns listade i Catalogue of Life.